# Не верь с*** из квартиры 23
«Не верь с*** из кварти́ры 23» (англ. Don't Trust the B---- in Apartment 23) — американский комедийный телесериал, созданный Нахнатчкой Кхан, который выходил в эфир на телеканале ABC с 11 апреля 2012 года по 15 января 2013 года.
11 мая 2012 года ABC продлил сериал на второй сезон. Рейтинги второго сезона оказались не такими высокими из-за переезда шоу на вторник и в январе 2013 года канал снял сериал с эфира и закрыл его. Оставшиеся серии выходили с 19 июля по 6 сентября 2014 года онлайн на телеканале Logo.

## Сюжет
Сериал рассказывает о жизни двух совершенно разных молодых женщин, которые являются соседками по квартире в Нью-Йорке.

## В ролях
| Актёр              | Роль                     |
| ------------------ | ------------------------ |
| Кристен Риттер     | Хлои                     |
| Дрима Уокер        | Джун Колберн             |
| Джеймс Ван Дер Бик | камео Джеймс Ван Дер Бик |
| Лиза Лапира        | Робин                    |
| Майкл Блейклок     | Эли Веббер               |
| Эрик Андре         | Марк Рейнольдс           |
| Рэй Форд           | Лютер Уилсон             |
| Даниэль Паркер     | юная Джун                |

## Эпизоды
Названия всех серий заканчиваются словами «...в квартире 23».
| Сезон | Сезон | Эпизоды | Дата показа в США | Дата показа в США |
| Сезон | Сезон | Эпизоды | Премьера сезона   | Финал сезона      |
| ----- | ----- | ------- | ----------------- | ----------------- |
|       | 1     | 7       | 11 апреля 2012    | 23 мая 2012       |
|       | 2     | 19      | 23 октября 2012   | 15 января 2013    |

### Сезон 1 (2012)
| № общий | № в сезоне | Название                                    | Режиссёр        | Автор сценария                | Дата премьеры  | Произв. код | Зрители в США (млн) |
| --- | ---------- | ------------------------------------------- | --------------- | ----------------------------- | -------------- | ----------- | ------------------- |
| 1 | 1          | «Pilot» «Пилот»                             | Джейсон Винер   | Нахнатчка Кхан                | 11 апреля 2012 | 1ATF79      | 6,91                |
| Джун изменил её жених Стивен с Хлоей, её новой соседкой по квартире, что стало самым лучшим событием в её жизни. Она бросает изменявшего ей жениха и начинает новую жизнь в квартире 23.                                                                 |            |                                             |                 |                               |                |             |                     |
| 2 | 2          | «Daddy's Girl...» «Папочкина дочка...»      | Майкл Спиллер   | Нахнатчка Кхан                | 18 апреля 2012 | 1ATF01      | 6,43                |
| Джун неохотно позволяет Хлое устроить ей свидание, а Джеймс преподает актёрское мастерство, но не может избавиться от ассоциаций с Доусоном. |            |                                             |                 |                               |                |             |                     |
| 3 | 3          | «Parent Trap...» «Ловушка для родителей...» | Крис Кох        | Салли Брэдфорд Маккенна       | 25 апреля 2012 | 1ATF09      | 4,91                |
| Джун необходимо разобраться с беспорядком, к которому привела очередная безумная идея Хлои, а Джеймс в восторге от новой роли в фильме с Кирнан Шипка.                                                                                                   |            |                                             |                 |                               |                |             |                     |
| 4 | 4          | «The Wedding...» «Свадьба...»               | Крис Кох        | Кейси Джонсон и Дэвид Виндзор | 2 мая 2012     | 1ATF04      | 5,73                |
| Когда Джун не с кем пойти на свадьбу, Хлои решает придать ей уверенности в себе, но делает это чересчур хорошо... |            |                                             |                 |                               |                |             |                     |
| 5 | 5          | «Making Rent...» «Оформление аренды...»     | Майкл Спиллер   | Кори Никерсон                 | 9 мая 2012     | 1ATF03      | 5,69                |
| Джун ловит Хлою, когда она хочет провернуть свою аферу с соседкой по комнате еще раз, и теперь обеим девушкам надо срочно придумать, чем платить за аренду. Джеймс выпускает новые узкие джинсы «Beek Jeans».                                            |            |                                             |                 |                               |                |             |                     |
| 6 | 6          | «It's Just Sex...» «Просто секс...»         | Нанетт Бурштейн | Билли Финнеган                | 16 мая 2012    | 1ATF07      | 4,73                |
| Джеймс беспокоится о своей сексуальности, когда их с Хлоей домашнее видео выплывает наружу. Джун пытается переспать с парнем, на которого запала в закусочной.                                                                                           |            |                                             |                 |                               |                |             |                     |
| 7 | 7          | «Shitagi Nashi...» «Шитаги Наши...»         | Венди Станцлер  | Кейси Джонсон и Дэвид Виндзор | 23 мая 2012    | 1ATF10      | 5,60                |
| Джун пытается соответствовать стилю жизни Хлои, но в результате попадает в больницу с алкогольным отравлением. Она также узнает, что о жизни Хлои создан графический роман под названием «Высокая шлюшка без трусов», который весьма популярен в Японии. |            |                                             |                 |                               |                |             |                     |

### Сезон 2 (2012–13)
| № общий | № в сезоне | Название                                                | Режиссёр          | Автор сценария                | Дата премьеры   | Произв. код | Зрители в США (млн) |
| --- | ---------- | ------------------------------------------------------- | ----------------- | ----------------------------- | --------------- | ----------- | ------------------- |
| 8 | 1          | «A Reunion...» «Воссоединение...»                       | Венди Станцлер    | Нахнатчка Кхан                | 23 октября 2012 | 2ATF01      | 4,20                |
| Когда Джеймс получает письмо от актеров из «Бухты Доусона» о том, что они всегда готовы к съемкам нового эпизода, Джун решает вдохновить Джеймса на это воссоединение. Однако оказывается, что это Хлоя посылала ему эти письма последние 10 лет. |            |                                                         |                   |                               |                 |             |                     |
| 9 | 2          | «Love and Monsters...» «Любовь и монстры...»            | Виктор Нелли, мл. | Салли Брэдфорд Маккена        | 30 октября 2012 | 2ATF03      | 3,25                |
| Джеймс, который боится всего, что связано с Хэллоуином, устраивает ежегодную «позитивную вечеринку». Джун обнаруживает, что Хлои уже год встречается с парнем по имени Бенджамин и что у них вполне серьезные отношения...                        |            |                                                         |                   |                               |                 |             |                     |
| 10 | 3          | «Sexy People...» «Сексуальные люди...»                  | Лев Л. Спиро      | Кори Никерсон                 | 13 ноября 2012  | 2ATF04      | 3,10                |
| Джун с нетерпением ждет выпуска журнала «People», где объявят самого сексуального мужчину года. Хлои решает доказать ей, что она считает их сексуальными только потому, что они на обложке журнала.                                               |            |                                                         |                   |                               |                 |             |                     |
| 11 | 4          | «It's a Miracle...» «Это чудо...»                       | Ребекка Эшер      | Кейси Джонсон и Дэвид Виндзор | 20 ноября 2012  | 2ATF02      | 2,99                |
| У Хлои и Джун совсем разные взгляды на День Благодарения. Для поддержки Хлоя зовет Джун на ужин с родителями. Только дело осложняется тем, что Джун обжималась с папой Хлои...                                                                    |            |                                                         |                   |                               |                 |             |                     |
| 12 | 5          | «Whatever It Takes...» «Во что бы то ни стало...»       | Генри Чан         | Дэвид Хэмингсон               | 4 декабря 2012  | 1ATF06      | 2,98                |
| Хлоя пытается найти работу для Джун через интрижку с сыном главы компании, а Джеймса поставили в пару с худшим партнером в «Танцах со звездами».                                                                                                  |            |                                                         |                   |                               |                 |             |                     |
| 13 | 6          | «Bar Lies...» «Ложь за стойкой бара...»                 | Ондрэ Джонсон     | Лора Маккрири                 | 11 декабря 2012 | 1ATF11      | 2,49                |
| Джун обнаруживает, что Хлоя сдала квартиру Джеймса, когда тот уехал на съемки «Танцев со звездами». Тем временем Джеймс приглашает маму Джун на съемки шоу в Голливуд.                                                                            |            |                                                         |                   |                               |                 |             |                     |
| 14 | 7          | «A Weekend in the Hamptons...» «Выходные в Хэмптоне...» | Дэвид Хэмингсон   | Билли Финнеган                | 18 декабря 2012 | 1ATF12      | 2,53                |
| После сокрушительного провала Джеймса на шоу, Хлоя приглашает его и Джун провести выходные в Хэмптоне, где планируется эксклюзивная вечеринка. |            |                                                         |                   |                               |                 |             |                     |
| 15 | 8          | «Paris...» «Париж...»                                   | Джеффри Уолкер    | Лора Маккрири                 | 6 января 2013   | 2ATF05      | 2,21                |
| Джун приступает к работе в Харкин Файненшел. Но, её отношения с новыми коллегами по работе никак не налаживаются, особенно с Фокс Пэрис. Тем временем Джеймс учит Марка как правильно выражать свои чувства.                                      |            |                                                         |                   |                               |                 |             |                     |
| 16 | 9          | «The Scarlet Neighbor...» «Соседка с алой буквой...»    | Венди Станцлер    | Лора Маккрири                 | 8 января 2013   | 1ATF05      | 3,11                |
| Джун и Хлоя идут на собрание жильцов познакомиться с новыми соседями. Но, Хлоя устраивает скандальную сцену и Джун понимает, что она должна взяться за ум так, чтобы их не заклеймили как проститутки дома.                                       |            |                                                         |                   |                               |                 |             |                     |
| 17 | 10         | «Mean Girls...» «Дрянные девчонки...»                   | Крис Кох          | Салли Брэдфорд Маккенна       | 13 января 2013  | 1ATF02      | 1,73                |
| Джун считает Хлои своей подругой, а вот Хлои считает Джун просто своей соседкой. Джун решает завести себе подруг... |            |                                                         |                   |                               |                 |             |                     |
| 18 | 11         | «Dating Games...» «Игра в свидания...»                  | Гейл Манкусо      | Эрик Дарбин                   | 15 января 2013  | 2ATF08      | 2,73                |
| Джун понравился симпатичный парень в баре, но не успела она его пригласить на свидание, как то же сделала и Хлои. Джеймс устраивает из их соперничества реалити-шоу.                                                                              |            |                                                         |                   |                               |                 |             |                     |
| 19 | 12         | «The Leak...» «Протечка...»                             | Майкл Спиллер     | Тина Кил                      | 19 июля 2014    | 1ATF08      | N/A                 |
| 20 | 13         | «Monday June...» «Джун в понедельник...»                | Фред Госс         | Дэвид Хэмингсон               | 26 июля 2014    | 2ATF07      | N/A                 |
| 21 | 14         | «Teddy Trouble...» «Проблема Тедди...»                  | Гейл Манкусо      | Билли Финнеган                | 2 августа 2014  | 2ATF06      | N/A                 |
| 22 | 15         | «The D...» «Д...»                                       | Джеффри Уолкер    | Джефф Чианг и Эрик Зибровски  | 9 августа 2014  | 2ATF09      | N/A                 |
| 23 | 16         | «The Seven Year Bitch...» «Семилетняя сучка...»         | Стюарт Басс       | Тина Кил                      | 16 августа 2014 | 2ATF10      | N/A                 |
| 24 | 17         | «Using People...» «Использование людей...»              | Майкл Макдональд  | Салли Брэдфорд Маккенна       | 23 августа 2014 | 2ATF11      | N/A                 |
| 25 | 18         | «Ocupado...» «Окупадо...»                               | Дэвид Хэмингсон   | Кейси Джонсон и Дэвид Виндзор | 30 августа 2014 | 2ATF12      | N/A                 |
| 26 | 19         | «Original Bitch...» «Настоящая сука...»                 | Нахнатчка Кхан    | Кори Никерсон                 | 6 сентября 2014 | 2ATF13      | N/A                 |

## Реакция

### Отзывы критиков
В июне 2011 года, ещё до официальной премьеры, «Не верь с*** из квартиры 23» стал одним из восьми лауреатов ежегодной премии «Выбор телевизионных критиков» в категории «Самое захватывающее новое шоу».
Пилотная серия получила массу благоприятных отзывов от критиков с начальной оценкой 71 из 100 от Metacritic.

### Рейтинги
| Сезон | Эфирное время (ET) | Серий | Премьера        | Премьера             | Завершение     | Завершение           | ТВ сезон | Рейтинг | Зрителей (миллионов) |
| Сезон | Эфирное время (ET) | Серий | Дата            | Зрителей (миллионов) | Дата           | Зрителей (миллионов) | ТВ сезон | Рейтинг | Зрителей (миллионов) |
| ----- | ------------------ | ----- | --------------- | -------------------- | -------------- | -------------------- | -------- | ------- | -------------------- |
| 1     | Среда 21:30        | 7     | 11 апреля 2012  | 6,91                 | 23 мая 2012    | 5,60                 | 2011–12  | #89     | 6,37                 |
| 2     | Вторник 21:30      | 19    | 23 октября 2012 | 4,20                 | 15 января 2013 | 2,73                 | 2012–13  | #125    | 3,82                 |